# Argiusta-Moriccio
Argiusta-Moriccio (còrso: Arghjusta è Muricciu) è un comune francese di 86 abitanti situato nel dipartimento della Corsica del Sud nella regione della Corsica.

## Società

### Evoluzione demografica
Abitanti censiti